# المقام (السدة)

تعديل مصدري - تعديل

المقام محلة تابعة لقرية الضمادي، التابعة لعزلة بني الحارث بمديرية السدة إحدى مديريات محافظة إب في الجمهورية اليمنية.، بلغ تعداد سكانها 62 حسب تعداد اليمن لعام 2004.